# Большие Носки
 Большие Носки — упразднённая в 1994 году деревня в Шабалинском районе Кировской области России. Входила на год упразднения в состав Ленинского сельсовета. Ныне урочище на территории Ленинского городского поселения.

## География
Большие Носки находилась в западной части региона, в пределах Волжско-Ветлужской равнины, в подзоне южной тайги, на реке Какша, к югу от автодороги Р243.

## Климат
Климат характеризуется как континентальный, с продолжительной холодной снежной зимой и умеренно тёплым коротким летом. Среднегодовая температура — 1,6 °C. Средняя температура воздуха самого холодного месяца (января) составляет −13,8 °C; самого тёплого месяца (июля) — 17,5 °C . Безморозный период длится 89 дней. Годовое количество атмосферных осадков — 721 мм, из которых 454 мм выпадает в тёплый период.

## История
Снята с учёта Постановлением Думы Кировской области от 22.11.1994 № 7/54

## Транспорт
Просёлочная дорога до автодороги Р243.